# Muppets from Space
Muppets from Space was de zesde avondvullende film met de Muppets en de eerste sinds de dood van Muppets-bedenker Jim Henson met een origineel voor de Muppets geschreven plot. De film werd geregisseerd door Tim Hill, geproduceerd door Jim Henson Pictures, gedistribueerd door Columbia Pictures en kwam in 1999 in de bioscoop.

## Verhaal
Al is Gonzo altijd de enige in zijn soort geweest, pas na onaangename dromen over verlating voelt hij zich alleen. Nadat buitenaardse wezens hem een boodschap proberen te zenden bedenkt Gonzo zich dat hij misschien toch niet alleen op de wereld is en klimt op het dak om de ruimte te bestuderen. Zijn dromen komen uit wanneer hij door een bliksemschicht wordt getroffen die hem in staat stelt te communiceren met twee kosmische vissen. Zij laten hem weten dat hij eigenlijk een buitenaards wezen is.
Kermit de Kikker en de anderen geloven niets van Gonzo's verhaal en laten hem maar. Hierdoor merken ze niet dat hij in de val wordt gelokt door K. Edgar Singer (Jeffrey Tambor), een overheidsambtenaar die de contactpogingen van de buitenaardsen ook heeft opgevangen. Hij denkt dat hij Gonzo kan gebruiken om zijn bazen te overtuigen van het bestaan van buitenaards leven. Kermit en zijn Muppet-vrienden trekken eropuit om Gonzo te redden, geholpen door enkele handige uitvindingen van Dr. Bunsen.
Nadat de buitenaardsen via een pratende sandwich aan Gonzo duidelijk maken waar hun vaartuig zal gaan landen, wachten de Muppets – vergezeld van een grote groep toeschouwers – hun komst af. Wanneer het ruimteschip landt op aarde verontschuldigen de buitenaardse wezens, die allemaal opvallend veel van Gonzo weg hebben, zich dat ze hem ooit hebben achtergelaten. Ze nemen hem met alle plezier weer op in de groep. Eerst wil Gonzo graag met ze mee, maar hij realiseert zich al gauw dat zijn echte thuis de aarde is, bij zijn surrogaatfamilie de Muppets.

## Bezetting

### Poppenspelers
| Acteur         | Personage            |
| -------------- | -------------------- |
| Dave Goelz     | Gonzo                |
| Dave Goelz     | Dr. Bunsen Honeydew  |
| Dave Goelz     | Waldorf              |
| Dave Goelz     | Beauregard           |
| Dave Goelz     | Birdman (rat)        |
| Steve Whitmire | Kermit de Kikker     |
| Steve Whitmire | Rizzo de Rat         |
| Steve Whitmire | Beaker               |
| Steve Whitmire | Bean Bunny           |
| Steve Whitmire | Een kosmische vis    |
| Bill Barretta  | Pepe the Prawn       |
| Bill Barretta  | Bobo the Bear        |
| Bill Barretta  | Zweedse Kok          |
| Jerry Nelson   | Ubergonzo            |
| Jerry Nelson   | Robin de Kikker      |
| Jerry Nelson   | Statler              |
| Jerry Nelson   | Floyd Pepper         |
| Jerry Nelson   | Lew Zealand          |
| Jerry Nelson   | Crazy Harry          |
| Brian Henson   | Dr. Phil Van Neuter  |
| Brian Henson   | Sal Minella          |
| Kevin Clash    | Clifford             |
| Frank Oz       | Miss Piggy (stem)    |
| Frank Oz       | Fozzie Beer (stem)   |
| Frank Oz       | Animal (stem)        |
| Frank Oz       | Sam the Eagle (stem) |
| Frank Oz       | Marvin Suggs (stem)  |
| Adam Hunt      | Scooter (stem)       |
| John Kennedy   | Dr. Teeth            |
| John Henson    | Sweetums             |
| Drew Massey    | Fast Eddie (rat)     |
| Peter Linz     | Shakes (rat)         |

Overige poppen werden gespeeld door onder anderen Rickey Boyd, Alice Dinnean, Kristina Donnelly, Ed May en Andy Stone.

### Menselijke acteurs
| Acteur            | Personage                      |
| ----------------- | ------------------------------ |
| Jeffrey Tambor    | K. Edgar Singer                |
| F. Murray Abraham | Noach                          |
| Rob Schneider     | UFO Mania-producent            |
| Josh Charles      | Agent Barker                   |
| Ray Liotta        | Poortwachter                   |
| David Arquette    | Dr. Tucker                     |
| Andie MacDowell   | Shelley Snipes                 |
| Kathy Griffin     | Gewapende bewaakster           |
| Pat Hingle        | Generaal Luft                  |
| Hollywood Hogan   | Man in Black                   |
| Veronica Alicino  | Televisiebaas                  |
| Katie Holmes      | Joey uit Dawson's Creek        |
| Joshua Jackson    | Pacey uit Dawson's Creek       |
| Gary Owens        | Stem van aankondiger UFO Mania |

## Trivia
- In een eerdere versie van het script zouden de buitenaardse wezens Gonzo willen ontmoeten naar aanleiding van een aflevering van The Muppet Show, die ze opvingen in hun ruimteschip. Gonzo zou denken dat zijn soortgenoten hem zoeken tot hij aan het eind van de film de waarheid ontdekt.
- De film werd in 2000 genomineerd voor een Young Artist Award voor Best Family Feature Film in de categorie Comedy. Hij verloor van Stuart Little.
- Dit is Scooters eerste optreden sinds Richard Hunts dood in 1992. Zijn stem werd ingesproken door Richards broer Adam.
- Omdat Frank Oz weinig tijd had vanwege werkzaamheden als regisseur werden zijn poppen grotendeels door andere poppenspelers overgenomen. Naderhand sprak hij dan de stemmen in.
- Enkele poppenspelers zijn te zien in de scène 's avonds op het strand, bijvoorbeeld Steve Whitmire, John Kennedy en Rickey Boyd.
- Deze film staat niet op de streamingdienst Disney+ vanwege het feit dat de distributierechten niet bij Disney liggen